# Domfestspiele St. Blasien
Die Domfestspiele St. Blasien sind Festspiele der Stadt St. Blasien. Sie finden im Abstand von mehreren Jahren statt.
Die Festspiele auf dem Domplatz der St. Blasier Kuppelkirche gehen zurück auf das Jahr 1926. An zwei Julisonntagen 1926 wurde auf den Domtreppen Jedermann aufgeführt. Zur Tausendjahrfeier von St. Blasien wurde am 21. Juli 1946 das Projekt der Domfestspiele mit dem Festspiel Ein Gottestag von Bernhard Steinert wieder aufgegriffen. Von 1952 bis 1956 versuchte die Stadt St. Blasien mit Theaterstücken der Weltliteratur und mit Prominenten von Bühne und Film die Domfestspiele ohne Erfolg dauerhaft zu etablieren. Erst 1993 wurde ein neues Konzept mit Laiendarstellern aus St. Blasien und der Umgebung und mit Themen aus der Kloster- und Stadtgeschichte erprobt. Das Spiel vom Dom von Bernhard Steinert thematisierte die Darstellung der St. Blasier Geschichte seit der Säkularisation. 1997 wurde Land am Dom aufgeführt, ebenfalls von Bernhard Steinert. 2002 folgte Licht vom Orient, die Geschichte des Kirchen- und Stadtpatrons Blasius und des St. Blasier Jesuiten Alfred Delp von Niklaus Stöckli. 2007 schloss sich mit Kloster in Flammen der Versuch einer Zeit- und Literaturcollage in 17 Szenen von Wolfgang Endres an. 2013 folgte, wiederum von Wolfgang Endres als Autor und Festspielinitiator, eine Collage Sturm am Dom mit Ereignissen zwischen dem Dombrand 1874 und dem Ausbruch des Ersten Weltkriegs.
Die letzten Domfestspiele fanden 2018 statt.